# Voo United Express 6291
O voo United Express 6291 era um voo regular de Aeroporto Internacional Washington Dulles aproximar Washington, D.C. para Aeroporto Internacional Port Columbus em Columbus, Ohio. Estava operado por Atlantic Coast Airlines no nome de United Express.
Tarde da noite de 7 de janeiro de 1994, o BAe Jetstream 41 operando na rota travou e caiu ao se aproximar do Aeroporto Internacional de Port Columbus. Os dois pilotos, o comissário e dois passageiros morreram no acidente. Os sobreviventes eram uma família taiwanesa de três pessoas.

## Acidente
O voo 6291 partiu do portão de Dulles às 21h58 para o voo de 90 minutos para Columbus. A tripulação era formada pelo capitão Derrick White, 35, o primeiro oficial Anthony Samuels, 29, e a comissária de bordo Manuela Walker, 58. Havia cinco passageiros a bordo.
Às 23h10 o vôo contatou o controle de aproximação de Columbus. O capitão informou ao controlador que a aeronave estava descendo de 13.200 pés (4.000 m) para 11.000 pés (3.400 m). O controlador atribuiu um rumo de 285 graus para interceptar o ILS para a pista 28L e autorizou o voo para descer até 10.000 pés (3.000 m). Um boletim meteorológico atualizado chegou às 23h15, relatando nuvens a 240 m (800 pés) acima do solo, visibilidade de 4 km (2,5 milhas) com neve fraca e neblina e ventos de 4 nós a 300 graus. Uma aproximação ILS para a pista ILS 28L foi autorizada quando o avião passou pelo ponto SUMIE. Dois minutos depois, o voo foi autorizado a pousar na pista 28L.
O avião estava descendo a uma altitude de 380 m (1.250 pés) quando o stick shaker foi ativado e soou por 3 segundos. 1,5 segundos soou novamente. A aeronave continuou descendo abaixo da planagem até colidir com um grupo de árvores com o nariz levantado. Ele parou em posição vertical em um prédio comercial, a 1,9 km da pista. Após o impacto, iniciou-se um incêndio no motor esquerdo ou próximo a ele, que se espalhou para o restante da aeronave. Pelo menos quatro passageiros sobreviveram ao impacto inicial, no entanto, apenas três pessoas escaparam antes que as chamas engolissem completamente a aeronave.